# 陳琦 (永樂進士)
陳琦（1375年—1434年），字公琰，福建省福州府福安縣人，壹都軍籍，治《春秋》。

## 生平
二月初一日生，行二。由國子生中式福建鄉試四十六名舉人，會試中式會試十五名。年三十八歲歲中式永樂十年壬辰科第二甲第二十九名進士。参与修撰《永乐大典》，之后授江西按察佥事。

## 家族
曾祖陳宗烈；祖陳顯祖；父陳克溫；母尤氏。慈侍下，妻李氏，弟珙；從弟璟；從弟瑗；從弟玨。